# 莫哈多斯
莫哈多斯，是西班牙卡斯蒂利亚-莱昂巴利亚多利德省的一个市镇。总面积46平方公里，
2001年普查人口總數為2713人，人口密度為每平方公里59人。